# Bendaravady, Chamarajanagar
Bendaravady là một làng thuộc tehsil Chamarajanagar, huyện Chamarajanagar, bang Karnataka, Ấn Độ.